# Avtovac
Avtovac (en serbe cyrillique : Автовац) est un village de Bosnie-Herzégovine. Il est situé dans la municipalité de Gacko et dans la république serbe de Bosnie. Selon les premiers résultats du recensement bosnien de 2013, il compte 294 habitants.

## Histoire
Durant la période sous occupation par l'Autriche-Hongrie (1878-1918), un bureau de poste militaire avec station télégraphique a été ouvert, identifié par le numéro 15.

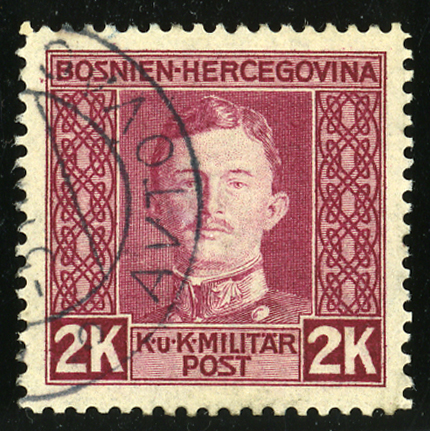
Timbre de Bosnie-Herzégovine de 1917, oblitéré à Avtovac

## Démographie

### Évolution historique de la population dans la localité
| 1948 | 1953 | 1961 | 1971 | 1981 | 1991 | 2013 |
| ---- | ---- | ---- | ---- | ---- | ---- | ---- |
| -    | -    | 544  | 541  | 504  | 594  | 294  |

|  |

### Communauté locale
En 1991, la communauté locale d'Avtovac comptait 1 818 habitants, répartis de la manière suivante :